# Disney Sports
Disney Sports est une série de jeux vidéo de simulation sportive produite pour Disney Interactive.

## Les jeux
| Titre                                                                     | Année de sortie | Plate-forme                                     | Éditeur           | Sport       |
| ------------------------------------------------------------------------- | --------------- | ----------------------------------------------- | ----------------- | ----------- |
| Disney Dingo Extrême Skateboarding Disney's Extremely Goofy Skateboarding | 2001            | PC                                              | Buena Vista Games | Skateboard  |
| Disney Golf                                                               | 2002            | PlayStation 2                                   | Activision        | Golf        |
| Disney Sports: American Football                                          | 2002            | GameCube                                        | Konami            | Football    |
| Disney Sports: Basketball                                                 | 2003            | Game Boy Advance, GameCube                      | Konami            | Basket-ball |
| Disney Sports: Football                                                   | 2003            | Game Boy Advance, GameCube                      | Konami            | Football    |
| Disney Sports: Motocross                                                  | 2003            | Game Boy Advance                                | Konami            | Motocross   |
| Disney Sports: Skateboarding                                              | 2003            | Game Boy Advance, GameCube                      | Konami            | Skateboard  |
| Disney Sports: Snowboarding                                               | 2003            | Game Boy Advance                                | Konami            | Motocross   |
| Disney's Extreme Skate Adventure                                          | 2003            | Game Boy Advance, GameCube, PlayStation 2, Xbox | Activision        | Skateboard  |